# Relación finita

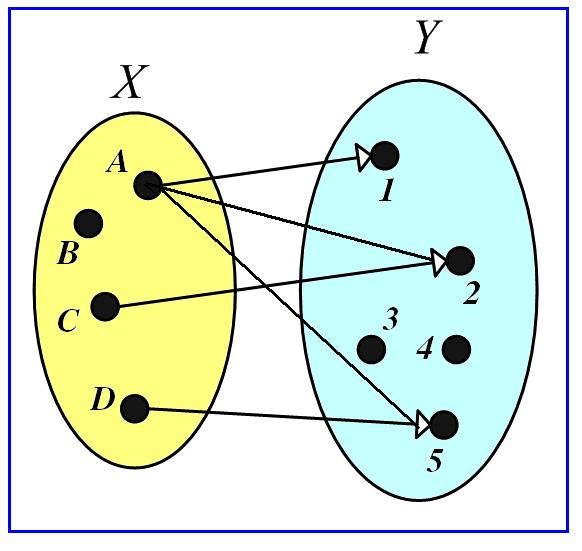
Diagrama que ilustra una relación entre los conjuntos X e Y.

Una relación finita R de n conjuntos (también denominada relación n-aria) es una generalización de la noción de relación matemática binaria para más de dos elementos. Se define como un subconjunto del producto cartesiano de los conjuntos {\displaystyle A_{1},\ldots ,A_{n}}, llamados el esquema de la relación:
{\displaystyle R\subseteq A_{1}\times \cdots \times A_{n}}
La relación indica si los elementos de los conjuntos están relacionados entre sí, es decir, si cada posible tupla que toma valores del esquema pertenece o no pertenece a la relación.
Una relación se representa como:
{\displaystyle R=\{(a_{1},\ldots ,a_{n})\;\in \;A_{1}\times \cdots \times A_{n}\;\mid \;R(a_{1},\ldots ,a_{n})\}}
Por ejemplo, podemos representar la siguiente relación R "x cree que a y le gusta z", en el conjunto de personas P = {Alicia, Benito, Carlos, Diana}, donde el esquema es el producto cartesiano P1 × P2 × P3:
R = {(Alicia, Benito, Diana), (Carlos, Alicia, Benito), (Carlos, Carlos, Alicia), (Diana, Diana, Diana)}.
R se puede representar también con esta tabla:
| P      | P      | P      |
| ------ | ------ | ------ |
| Alicia | Benito | Diana  |
| Carlos | Alicia | Benito |
| Carlos | Carlos | Alicia |
| Diana  | Diana  | Diana  |

El orden de las tablas no es relevante pero las columnas sí, ya que las filas de las relaciones son tuplas ordenadas.
Una relación se describe como:
La relación n-aria es el conjunto tuplas ordenadas {\displaystyle (a_{1},\ldots ,a_{n})} pertenecientes al producto cartesiano {\displaystyle A_{1}\times \cdots \times A_{n}} donde {\displaystyle a_{i}\in A_{i}}, para cada {\displaystyle i\in \{1,\ldots ,n\}}, cuya condición {\displaystyle R(a_{1},\ldots ,a_{n})} se satisface.
Un caso particular se presenta cuando todos los conjuntos de la relación son iguales: {\displaystyle A_{1}=\cdots =A_{n}}, es decir {\displaystyle A\times \ldots \times A} y se describe como {\displaystyle A^{n}\,}:
{\displaystyle R\subseteq A^{n}}

## Clasificación
Las relaciones se clasifican con base en el número de conjuntos del producto cartesiano, el cual es el número de tuplas:
Relación unaria (Un conjunto): {\displaystyle R\subseteq A,\;R(a)}
Relación binaria (Dos conjuntos): {\displaystyle R\subseteq A_{1}\times A_{2},\;R(a_{1},a_{2})}
Relación ternaria (Tres conjuntos): {\displaystyle R\subseteq A_{1}\times A_{2}\times A_{3},\;R(a_{1},a_{2},a_{3})}
Relación cuaternaria (Cuatro conjuntos): {\displaystyle R\subseteq A_{1}\times A_{2}\times A_{3}\times A_{4},\;R(a_{1},a_{2},a_{3},a_{4})}
Relación n-aria (Con {\displaystyle n} conjuntos): {\displaystyle R\subseteq A_{1}\times ...\times A_{n},\;R(a_{1},\ldots ,a_{n})}

## Definiciones
Cuando dos objetos, cualidades, clases o atributos, observados de forma conjunta por la mente, se ven bajo alguna conexión, esa conexión se llama relación.
Augustus De Morgan

La primera definición del concepto de relación dada en matemáticas es:
Definición 1Una relación n-aria R sobre el conjunto X1, ⋯, Xn es un subconjunto del producto cartesiano X1 × ⋯ × Xn.
La segunda definición de la idea de relación hace uso de un modismo que es común en matemáticas, estipulando que "tal o cual elemento es una n-tupla" para asegurar que tal o cual objeto matemático esté determinado por la especificación de una relación matemática entre n elementos. En el caso de una relación R sobre n elementos, hay n + 1 cosas que especificar, a saber, los n elementos, más un subconjunto de su producto cartesiano. En lenguaje matemático, esto se expresa diciendo que R es una (n + 1)tupla.
Definición 2Una relación n-aria R sobre el conjunto X1, ⋯, Xn es una (n + 1)-tupla (X1, ⋯, Xn, G) donde G es un subconjunto del producto cartesiano X1 × ⋯ × Xn llamado grafo de R.
Como regla general, se elegirá para ese propósito la definición que mejor se ajuste a la aplicación en cuestión, y si alguna vez fuera necesario distinguir entre las dos definiciones, entonces una entidad que satisfaga la segunda definición puede denominarse una relación embebida o incluida.
Ambas declaraciones (x1, ⋯, xn) ∈ R (bajo la primera definición) y (x1, ⋯, xn) ∈ G (bajo la segunda definición) implican que "x1, ⋯, xn están relacionados por R y se denotan usando la notación de prefijos Rx1⋯xn y usando la notación de sufijos x1⋯xnR. En el caso en que R sea una relación binaria, esas declaraciones también se denotan usando la notación de infijo, con la forma x1Rx2.
Las siguientes consideraciones se aplican bajo cualquiera de las definiciones:
- El conjunto Xi se denomina iésimo dominio de R.[5] Según la primera definición, la relación no determina de forma única una secuencia dada de dominios. En el caso en que R sea una relación binaria, X1 también se llama simplemente dominio o conjunto de partida de R, y X2 también es llamado codominio o conjunto de destino de R.
- Cuando los elementos de Xi son relaciones, Xi se denomina dominio no simple de R.[5]
- El conjunto de ∀xi ∈ Xi para el que existe (x1, ⋯, xi − 1, xi + 1, ⋯, xn) ∈ X1 × ⋯ × Xi − 1 × Xi + 1 × ⋯ × Xn tal que Rx1⋯xi − 1xixi + 1⋯xn se denomina iésimo dominio de definición o dominio activo de R.[5] En el caso en que R es una relación binaria, su primer dominio de definición también se denomina simplemente dominio de definición o dominio activo de R, y su segundo dominio de definición también se denomina codominio de definición o codominio activo de R.
- Cuando el dominio i de definición de R es igual a Xi, se dice que R es total en Xi. En el caso donde R es una relación binaria, cuando R es total en X1, también se dice que es total por la izquierda o serial, y cuando R' ' es total en X2, también se dice que es total por la derecha o sobreyectivo.
- Cuando ∀x ∀y ∈ Xi. ∀z ∈ Xj. xRijz ∧ yRijz ⇒ x= y, donde i ∈ I, j ∈ J, Rij= πij R y {I, J} es una partición de {1, ..., n}, se dice que R es único en {Xi}i ∈ I y {Xi}i ∈ J se denomina una clave primaria[5] de R. En el caso en que R sea una relación binaria, cuando R es única en {X1}, también se dice que es única por la izquierda o inyectiva; y cuando R es única en {X2}, también se dice que es única por la derecha o funcional.
- Cuando todos los Xi son el mismo conjunto X, es más sencillo referirse a R como una relación n-aria sobre X, llamada relación homogénea. De lo contrario, R se denomina relación heterogénea.
- Cuando cualquier Xi está vacío, el producto cartesiano que lo define está vacío y la única relación sobre dicha secuencia de dominios es la relación vacía R= ∅. Por lo tanto, comúnmente se estipula que todos los dominios no estén vacíos.

Sea el dominio booleano B un conjunto de dos elementos, como por ejemplo B= {0, 1}, cuyos elementos pueden interpretarse como valores lógicos, típicamente 0= falso y 1= vweddero. La función característica de R, denotada por χR, es la función valor booleano χR: X1 × ⋯ × Xn → B, definida por χR((x1, ⋯, xn))= 1 si Rx1⋯xn y χR((x1, ⋯, xn))= 0 en caso contrario.
En matemáticas aplicadas, ciencias de la computación y estadística, es común referirse a una función con valores booleanos como predicado n-ario. Desde el punto de vista más abstracto de la lógica y de la teoría de modelos, la relación R constituye un modelo lógico o una estructura relacional, que sirve como uno de los muchas interpretaciones posibles de algunos símbolos de predicado n-arios.
Debido a que las relaciones surgen en muchas disciplinas científicas, así como en muchas ramas de las matemáticas y de la lógica, existe una variación considerable en la terminología. Aparte de la extensión semántica propia de la teoría de conjuntos de un concepto o término relacional, el término relación también se puede utilizar para referirse a la entidad lógica correspondiente, ya sea la comprensión lógica, que es la totalidad de las propiedades abstractas compartidas por todos los elementos de la relación, o bien los símbolos que denotan estos elementos. Además, algunos escritores de esta última tendencia introducen términos con connotaciones más concretas (como estructura relacional para la extensión a la teoría de conjuntos de un concepto relacional dado).

## Historia
El lógico Augustus De Morgan, en un trabajo publicado alrededor de 1860, fue el primero en articular la noción de relación en un sentido parecido al actual. También publicó los primeros resultados formales en la Décima teoría de las relaciones (sobre De Morgan y las relaciones, véase Merrill, 1990).
Charles Peirce, Gottlob Frege, Georg Cantor, Richard Dedekind y otros avanzaron la teoría de las relaciones. Muchas de sus ideas, especialmente sobre las relaciones denominadas órdenes, se resumieron en la obra The Principles of Mathematics (1903), donde Bertrand Russell hizo un uso libre de estos resultados.
En 1970, Edgar Codd propuso un modelo relacional para las bases de datos, anticipando así el desarrollo de este campo de la informática.